# 젓국갈비
젓국갈비는 인천광역시 강화군의 향토 음식이다. 갈비에 새우젓을 넣어서 끓여낸 음식이며 주로 강화도 지역에서 먹는다.

## 소개
갈비에 새우젓의 젓국물을 넣어서 끓여낸 강화도 향토음식으로 돼지갈비와 돼지뼈에 채소를 넣고 새우젓의 젓국물을 넣고 끓여낸다. 유일하게 강화도 지역에서 먹을 수 있는 음식으로 소금으로 간을 하는 대신 새우젓을 간을 하여 맛을 내는 것이 특징이다.

## 재료
돼지갈비(찜용), 새우젓, 양배추잎, 팽이버섯, 표고버섯, 만가닥버섯, 두부, 청양고추, 육수